# نصیحت مفید
نصیحت مفید یا نصیحت خوب (به انگلیسی: Good Advice) فیلمی محصول سال ۲۰۰۱ و به کارگردانی استیو رش است. در این فیلم بازیگرانی همچون چارلی شین، انجی هارمون، دنیس ریچاردز، رزانا آرکت، بری نیومن، جان لاویتس، مت کلارک و هانس ینیکه ایفای نقش کرده‌اند.